# Vandenboschia amabilis
Vandenboschia amabilis är en hinnbräkenväxtart som först beskrevs av Takenoshin Nakai, och fick sitt nu gällande namn av Kunio Iwatsuki. Vandenboschia amabilis ingår i släktet Vandenboschia och familjen Hymenophyllaceae. Inga underarter finns listade.